# Рычивул (гмина)
Рычивул (пол. Ryczywół) — сельская гмина (волость) в Польше, входит как административная единица в Оборницкий повет, Великопольское воеводство. Население — 7066 человек (на 2004 год).

## Соседние гмины
1. Гмина Будзынь
2. Гмина Чарнкув
3. Гмина Оборники
4. Гмина Полаево
5. Гмина Рогозьно